# 博覽館站
博覽館站（英語：AsiaWorld-Expo Station）是一個位於香港新界離島區赤鱲角亞洲國際博覽館，屬於港鐵機場快綫的鐵路車站，也是機場快綫的終點站，為前地鐵公司為配合新落成的亞洲國際博覽館而特別興建之車站，車站隨著亞洲國際博覽館於2005年12月20日揭幕而正式啟用。

## 車站構造
車站位於亞洲國際博覽館內，與其無縫連接。另外鑑於車站內狹長的行人通道設計讓由A出口步行至月台需時約5分鐘，故博覽館站會於尾班車開出前7分鐘不准許乘客進入付費區，並與其他車站的5分鐘不同。
此外，博覽館站是所有機場快綫車站中唯一不設配備行李手推車的車站。

### 樓層
| U1                      | 大堂 | 出入口、客務中心、自動櫃員機 |   |  |
| G                       | 月台 | \| 側式 · 開右邊车门 \| \| \| \| \| \| \| \| 機場快綫往香港（機場） \| 1 \| \| \| 島式 · 機場快綫整備月台 \| \| \| \| \| \| \| \| 機場快綫側線 \| \| \| |   |  |
| 側式 · 開右邊车门       |      | |   |  |
|                         |      | 機場快綫往香港（機場） | 1 |  |
| 島式 · 機場快綫整備月台 |      | |   |  |
|                         |      | 機場快綫側線 |   |  |

### 大堂及出入口
博覽館站設有兩個獨立的非付費區及出入口，而兩個出入口皆以一條付費區的行人通道連接。
- 車站大堂付費區以狹長的行人通道連接兩個出入口（2022年5月）
- 大堂付費區，近B出口（2018年8月）
- A出口票務設施（2022年5月）

|                            |              | |      |
| 編號                       | 指示         | 建議前往的目的地 | 圖片 |
| 出口 · A · 盲道标志 · 同层 | 博覽館東大堂 | 博覽館東大堂、1號展館（Arena）、2號展館（Summit）、3, 5, 6及7號展館、博覽館票務處、機場消防隊海上救援東局、香港天際萬豪酒店、海天客運碼頭 |      |
| 出口 · B · 同层            | 博覽館西大堂 | 11 SKIES、博覽館西大堂、8, 9及10號展館、11號展館（Runway 11）、富豪機場酒店、麗豪航天城酒店、航天城停車場                                 |      |
| 註： 設有 \| 設於同一層    |              | |      |

### 月台
博覽館站是繼寶琳站、迪士尼站後只設一個側式月台的車站，因此當列車完成上／下車後，列車便會改為相反方向離開車站。
車站月台位於地面，並已裝設月台幕門，而月台長度則可供機場快綫列車的9卡載客車廂上／下客，但目前機場快綫只使用8卡車廂的列車行走，故車站部分月台幕門並不會使用。
而車站月台幕門則採用東涌綫列車的一卡5扇門為佈局，但鑑於機場快綫列車採用一卡2扇門的佈局，故於車站月台上／下客範圍的部分月台幕門並不會開啟。另外每逢亞洲國際博覽館的活動散場後，港鐵亦會抽調東涌綫列車前往博覽館站以疏導人潮，然而港鐵於安排東涌綫列車行駛機場快綫時，每節車廂仍然只會開啟第2、4道車門，而港鐵職員亦會預先在東涌綫列車的車門上貼上貼紙，提醒乘客從指定的車門下車。
- 1號月台（機場快綫往香港方向，2022年5月）
- 車站月台採用Kaba Gilgen品牌的月台幕門（2022年5月）

#### 整備月台
由於博覽館站前身為機場快綫的整備月台，故此現時在博覽館站旁仍保留其島式月台，並以便列車調動及停泊之用，而港鐵公司更在該月台加建廣告燈箱，藉此增加廣告收益。
- 整備月台（2008年3月）
- 整備月台上的廣告燈箱（2020年6月）

## 票務
為了方便往返亞洲國際博覽館參觀展覽或欣賞演唱會等活動的乘客，港鐵提供特別優惠予往來該站的乘客，乘客只需以八達通乘搭機場快綫前往車站下車，並至少逗留1小時（以該站出閘後至回程再入閘之間計算），同一天內以同一張八達通乘搭機場快綫回程，即可享有折扣，往返青衣站及博覽館站的成人即日來回車費為港幣47元（單程65元）；九龍站為72元（單程100元）；而香港站則為80元（單程110元）。而使用八達通的乘客同時亦可享用免費轉乘港鐵其他路綫的服務。
此外，在每逢特定日子，港鐵於香港站或九龍站設指定櫃位，手持即日展覽入場證明的乘客可於該兩站以八達通扣除60元（折實價），換購機場快綫即日來回博覽館站優惠車票乙張；當遇上檢票時，須提供有關證明，否則被視為無票乘車。

## 歷史
博覽館站原為機場快綫的整備月台，主要是為機場快綫列車停泊、掉頭折返、列車清潔及提供空間給予車長休息。直至亞洲國際博覽館動工，便使用該整備月台位置更改為博覽館站工地，以服務亞洲國際博覽館的乘客。車站於2005年12月20日隨亞洲國際博覽館開幕而同步啟用。博覽館站原本擬稱為機展站，以「機場展覽中心」而命名。後來展覽中心正式命名為「亞洲國際博覽館」，車站亦落實為現時的名稱。另外，博覽館站亦是前地鐵在2007年12月兩鐵合併前最後一個啟用的車站。

## 外部連結
- 博覽館站街道圖 （页面存档备份，存于）
- 博覽館站位置圖 （页面存档备份，存于）
- 港鐵公司－博覽館站列車服務時間（页面存档备份，存于）